# Pyrrosia lingua
Pyrrosia lingua är en stensöteväxtart som först beskrevs av Carl Peter Thunberg och fick sitt nu gällande namn av Oliver Atkins Farwell. Pyrrosia lingua ingår i släktet Pyrrosia och familjen Polypodiaceae. Inga underarter finns listade.

## Bildgalleri

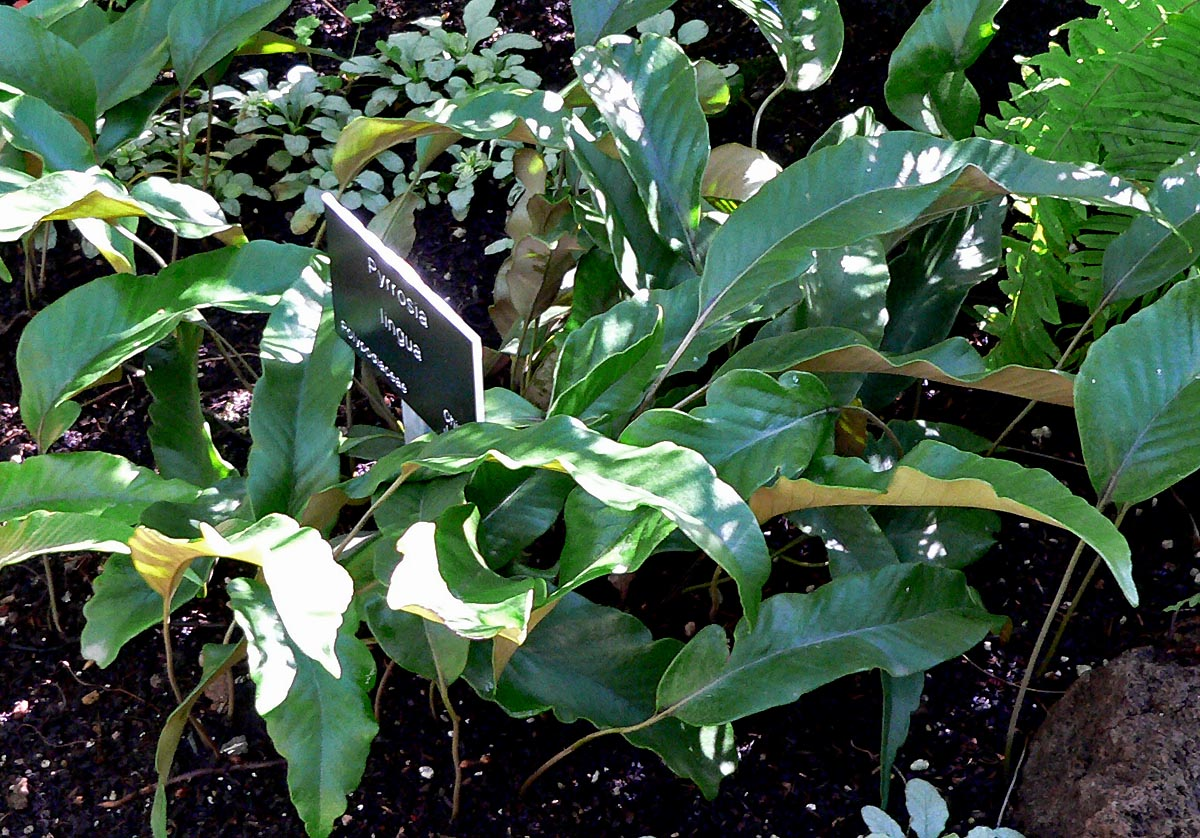
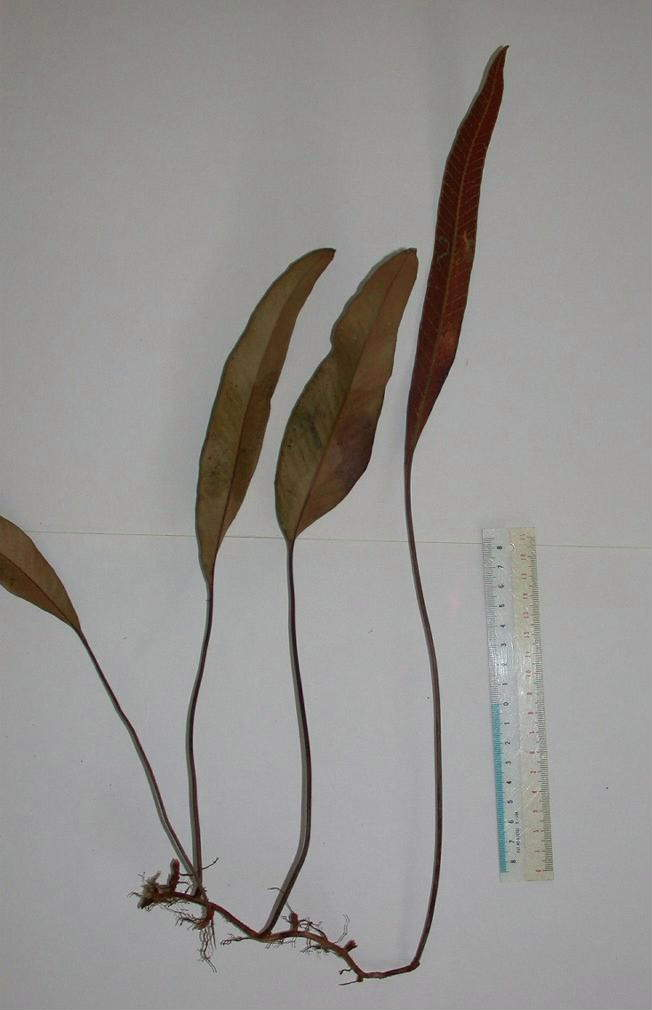
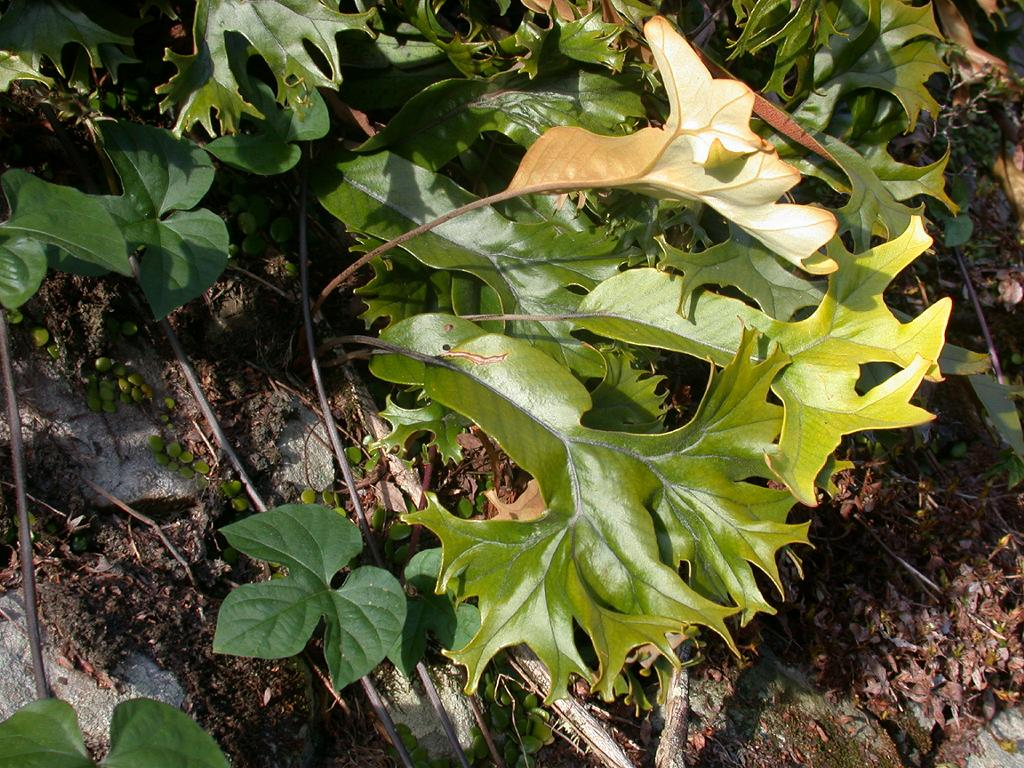
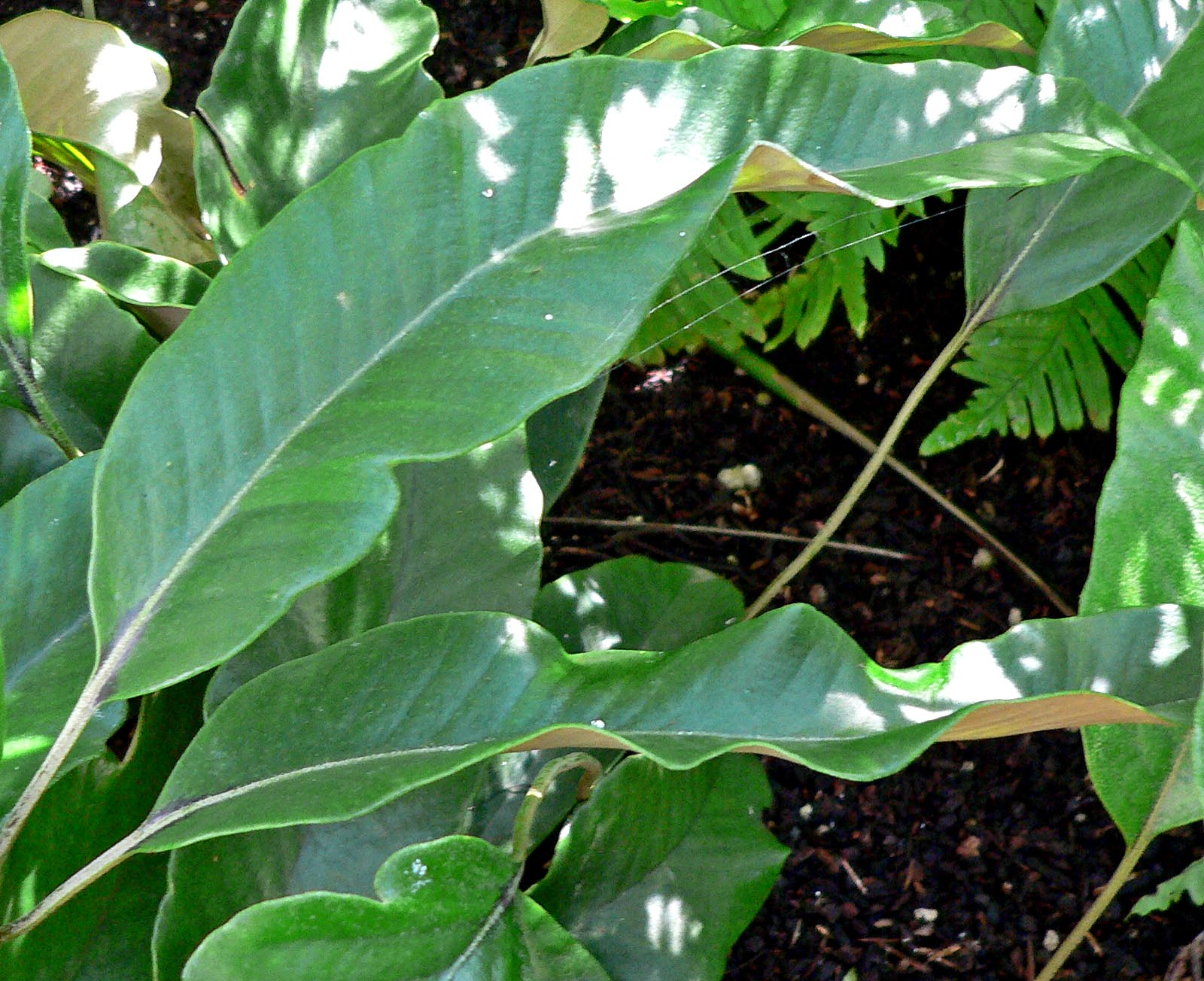
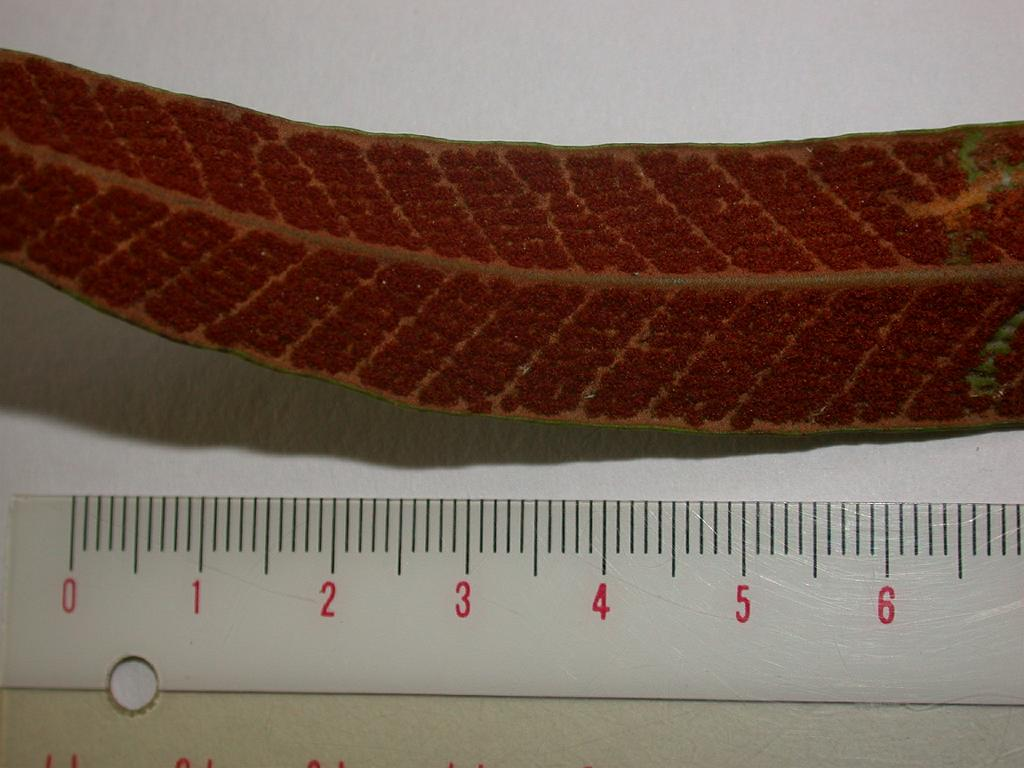
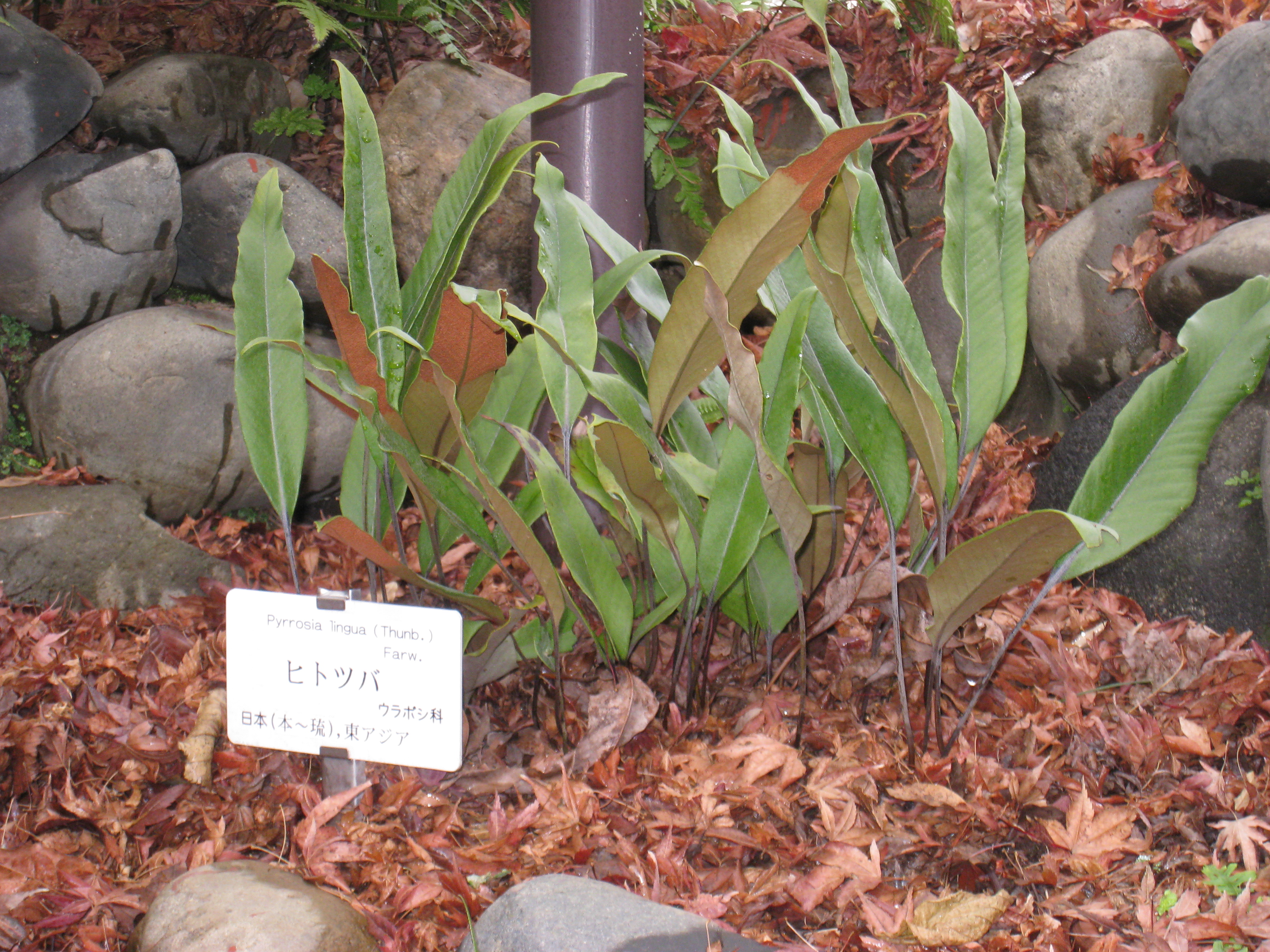